# Mehmed III
Mehmed III (tiếng Thổ Nhĩ Kỳ Ottoman: محمد ثالث, Meḥmed-i sālis; 26 tháng 5 năm 1566 – 22 tháng 12 năm 1603) là Sultan thứ 13 của Đế quốc Ottoman, trị vì từ năm 1595 cho đến khi qua đời.
Mehmed được biết đến là người đã ban lệnh hành quyết toàn bộ những người em trai ngay sau khi lên ngôi. Dưới thời trị vì của mình, ông đã cho chỉ huy quân đội trong cuộc Chiến tranh Trường kỳ với quân chủ Habsburg, nổi bật là trận Keresztes. Nhà vua cũng kết giao với triều đình nữ vương Elizabeth I với lý do tăng cường giao thương và hy vọng Vương quốc Anh sẽ liên minh với Ottoman để chống lại người Tây Ban Nha.

## Tuổi trẻ
Sultan Mehmed III sinh vào năm 1566 ở Manisa, là con trai cả của Sultan Murad III và Chính thất Safiye Sultana. Ông cố của Mehmed, Sultan Suleiman I Đại đế, là người đã đặt cho ông cái tên là Mehmed để mong ông sẽ dựng nên nghiệp lớn như Sultan Mehmed II (ông tổ 6 đời của Mehmed III).
Năm 1574, Murad III lên ngôi vua kế vị cha là Selim II, lúc này vợ con Murad mới chuyển về Istanbul sống ở Cung điện Topkapı. Năm 16 tuổi (1582), Mehmed III được tiến hành cắt bao quy đầu. Hai năm sau (1584), Mehmed được vua cha giao làm Tỉnh trưởng (Sanjak-bey) Manisa. Ông cũng là Sultan cuối cùng được cai quản một tỉnh, đồng thời cũng là vị sultan cuối cùng được làm cha từ khi còn là hoàng tử chưa lên ngôi, vì kể từ thời con trai ông là Ahmed I, toàn bộ các hoàng tử nếu còn sống sẽ bị giam lỏng suốt đời ở một nơi gọi là Kafes và không được phép có con.

## Trị vì

### Hành quyết các em trai
Sultan Murad III băng hà vào giữa tháng 1 năm 1595. Ngày 27 tháng 1, Mehmed có mặt tại Cung điện và chính thức lên nối ngôi.
Một đạo luật do Mehmed II đặt ra là, nếu một hoàng tử lên ngôi, người đó được quyền ban án tử cho các anh em còn lại để đảm bảo yên bình cho đất nước. Ngay sau khi lên ngôi, Mehmed III đã cho triệu tập 19 người em trai vào gặp ông là vì mục đích đó, một vài người trong số họ còn đang ẵm ngửa. Hoàng tử lớn nhất chỉ mới 11 tuổi và cũng là người con trai được Murad III thương yêu nhất. Vị hoàng tử trẻ này đã xin vua anh tha mạng với lý do là cậu còn quá nhỏ tuổi để có thể tranh đoạt với ông. Mehmed III im lặng và bảo rằng, ông cho gọi họ vào chỉ để cắt bao quy đầu. Quả thực, tất cả các hoàng tử trẻ đều được thực hiện điều đó trước khi bị siết cổ bởi một chiếc khăn lụa.

### Chiến tranh Habsburg–Ottoman (1593–1606)
Cuộc chiến Trường kỳ giữa nền quân chủ Habsburg và đế quốc Ottoman xảy ra từ cuối thời trị vì của Murad III, kéo dài trong 13 năm, tức là vẫn còn tiếp diễn sau khi Mehmed III băng hà.
Quân đội Ottoman đã hạ được pháo đài Eger vào năm 1596. Không lâu sau, Ottoman nhận được tin báo rằng quân Habsburg gồm Đại công quốc Áo và Thân vương quốc Transylvania đang kéo về đây, Mehmed III muốn rút quân và trở về kinh đô Istanbul. Tuy nhiên, quân Ottoman quyết định đối mặt với kẻ thù và đánh bại lực lượng Habsburg trong trận Keresztes.

### Thái hậu chuyên quyền
Thái hậu Safiye Sultana là một trong những người phụ nữ quyền lực nhất trong lịch sử Ottoman. Bà thống trị Ottoman nhờ vào một nhóm các nhân vật quyền lực trong triều đình và tạo ra sự phản đối nghiêm trọng từ những nhóm quan chức khác. Quân chống đối còn cho rằng, Sultan Mehmed III chỉ là vua bù nhìn chứ không phải một lãnh chúa thực sự.

## Qua đời
Mehmed III đột ngột băng hà vào năm 1603 ở độ tuổi 37. Theo sự suy đoán của các ngự y trong triều, ông mất vì bệnh dịch hạch, nhưng Mehmed được mô tả là một người rất béo, nên nguyên nhân chết của ông nhiều khả năng là đột quỵ. Tuy nhiên một nguồn khác lại cho rằng ông mất vì buồn rầu sau cái chết của con trai là Şehzade Mahmud.
Mehmed III được chôn cất tại Nhà thờ Hồi giáo Hagia Sophia. Quan tài của Phối ngẫu Handan Sultan được đặt cạnh ông. Các hoàng tử, hoàng nữ đều được táng tại đây.

## Gia quyến

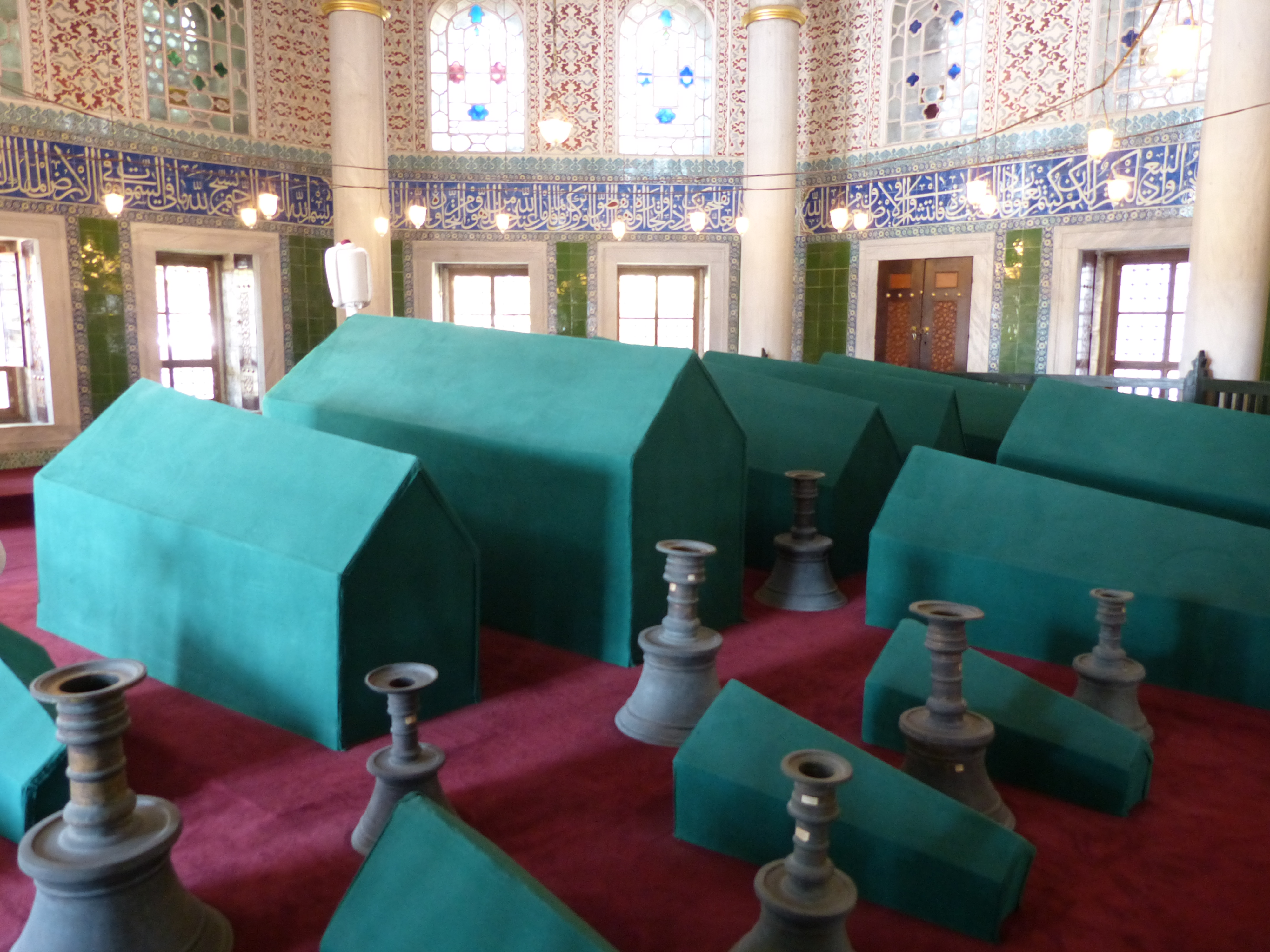
Quan tài của Mehmed III (lớn nhất) trong tẩm lăng, bên cạnh là Handan, xung quanh (nhỏ hơn) là các con của ông.

### Phối ngẫu
Mehmed III không lập ai làm haseki sultan, tức Phối ngẫu chính thất. Những phối ngẫu được ghi nhận của Mehmed là:
- Handan Sultan
- Halime Sultan

### Con trai
Thứ tự và số lượng những người con trai của Mehmed III không thống nhất giữa các nguồn.
- Şehzade Cihangir (1581 – 1596).[14]
- Şehzade Mahmud (1582 ? – 7 tháng 6 năm 1603), con một người thiếp. Hai mẹ con đều bị Mehmed III xử tử do nghi ngờ Mahmud muốn lật đổ ông.[14] Một số nguồn lại cho rằng, Mahmud là con của Halime Sultan, tức anh ruột với Mustafa I, tuy nhiên Halime vẫn còn sống đến khi Mustafa lên ngôi.[15]
- Şehzade Selim (1585 ? – 1597), được chọn làm Thái tử vào năm 1595 nhưng chết sớm.[16]
- Sultan Ahmed I (1590 – 1617), kế vị vua cha, mẹ là Handan Sultan.
- Sultan Mustafa I (1591 – 1639), thần trí không ổn định, hai lần đăng cơ (kế vị vua anh Ahmed I và vua cháu Osman II), mẹ là Halime Sultan.

### Con gái
Tương tự như con trai, không rõ số lượng và thứ tự cũng như tên của những người con gái.
- Sultan, mẹ là Handan Sultan, thành hôn với Kara Davud Pasha, Đại Tể tướng dưới triều Mustafa I.
- Sultan, thành hôn với Mahmud Pasha năm 1612, con trai của Đại đô đốc Hải quân Cığalazade Yusuf Sinan Pasha.
- Sultan (? – 1610), thành hôn với Mirahur Mustafa Pasha năm 1604.
- Sultan (? – 1611), thành hôn với Tiryaki Hasan Pasha năm 1604.
- Sultan (? – 1617), thành hôn với Ali Pasha.